# Chintalapūdi
Chintalapūdi är en ort i Indien.   Den ligger i distriktet West Godāvari och delstaten Andhra Pradesh, i den centrala delen av landet, 1 300 km söder om huvudstaden New Delhi. Chintalapūdi ligger 138 meter över havet och antalet invånare är 25 952.
Terrängen runt Chintalapūdi är huvudsakligen platt, men österut är den kuperad. Runt Chintalapūdi är det ganska tätbefolkat, med 179 invånare per kvadratkilometer. Det finns inga andra samhällen i närheten. Omgivningarna runt Chintalapūdi är en mosaik av jordbruksmark och naturlig växtlighet.